# Centreville Township
Die Centreville Township ist eine von 22 Townships im St. Clair County im Westen des US-amerikanischen Bundesstaates Illinois. Im Jahr 2010 hatte die Centreville Township 25.386 Einwohner.
Die Township liegt im Metro-East genannten östlichen Teil der Metropolregion Greater St. Louis um die Stadt St. Louis im benachbarten Missouri.

## Geografie
Die Township liegt im östlichen Vorortbereich von St. Louis am Ostufer des Mississippi, der die Grenze zum Bundesstaat Missouri bildet.
Die Centreville Township liegt auf 38°34′08″ nördlicher Breite und 90°08′29″ westlicher Länge und erstreckt sich über 47,5 km², die sich auf 45,4 km² Land- und 2,1 km² Wasserfläche verteilen.
Die Township liegt im Nordwesten des St. Clair County und grenzt im Nordwesten durch den Mississippi getrennt an das Stadtgebiet von St. Louis in Missouri. Innerhalb des St. Clair County grenzt die Centreville Township im Norden an die East St. Louis Township, im Osten an Belleville, im Südosten an die Stookey Township sowie im Süden an die Sugar Loaf Township.

## Verkehr
Durch die Township verläuft in nordost-südwestlicher Richtung die Interstate 255, die die östliche Umgehungsstraße von St. Louis bildet. Etwas weiter westlich verläuft entlang des Mississippi die hier den Illinois-Abschnitt der Great River Road bildende Illinois State Route 3. Ferner treffen in der Centreville Township die Illinois State Route 13, 15, 157 und 163. Alle weiteren Straßen sind County Roads oder weiter untergeordnete teilweise unbefestigte Fahrwege.
In der Centreville Township laufen zwei Eisenbahnlinien der Union Pacific Railroad und der Canadian National Railway, die von hier gemeinsam nach St. Louis nach Osten führen.
Der St. Louis Downtown Airport liegt innerhalb der Centreville Township, der größere Lambert-Saint Louis International Airport liegt rund 30 km nordwestlich.

## Demografische Daten
Nach der Volkszählung im Jahr 2010 lebten in der Centreville Township 25.386 Menschen in 8978 Haushalten. Die Bevölkerungsdichte betrug 559,2 Einwohner pro Quadratkilometer. In den 8978 Haushalten lebten statistisch je 2,8 Personen.
Ethnisch betrachtet setzte sich die Bevölkerung zusammen aus 27,3 Prozent Weißen, 69,8 Prozent Afroamerikanern, 0,2 Prozent amerikanischen Ureinwohnern, 0,2 Prozent Asiaten sowie 0,7 Prozent aus anderen ethnischen Gruppen; 1,7 Prozent stammten von zwei oder mehr Ethnien ab. Unabhängig von der ethnischen Zugehörigkeit waren 1,5 Prozent der Bevölkerung spanischer oder lateinamerikanischer Abstammung.
31,2 Prozent der Bevölkerung waren unter 18 Jahre alt, 58,4 Prozent waren zwischen 18 und 64 und 10,4 Prozent waren 65 Jahre oder älter. 53,8 Prozent der Bevölkerung war weiblich.
Das mittlere jährliche Einkommen eines Haushalts lag bei 30.332 USD. Das Pro-Kopf-Einkommen betrug 15.483 USD. 32,2 Prozent der Einwohner lebten unterhalb der Armutsgrenze.

## Orte
Die Bevölkerung der Centreville Township lebt in folgenden Ortschaften:
City
- Centreville

Villages
- Alorton
- Cahokia1
- Sauget

1 – zu einem geringen Teil in der Sugar Loaf Township